# Riksdagsbiblioteket, Stockholm

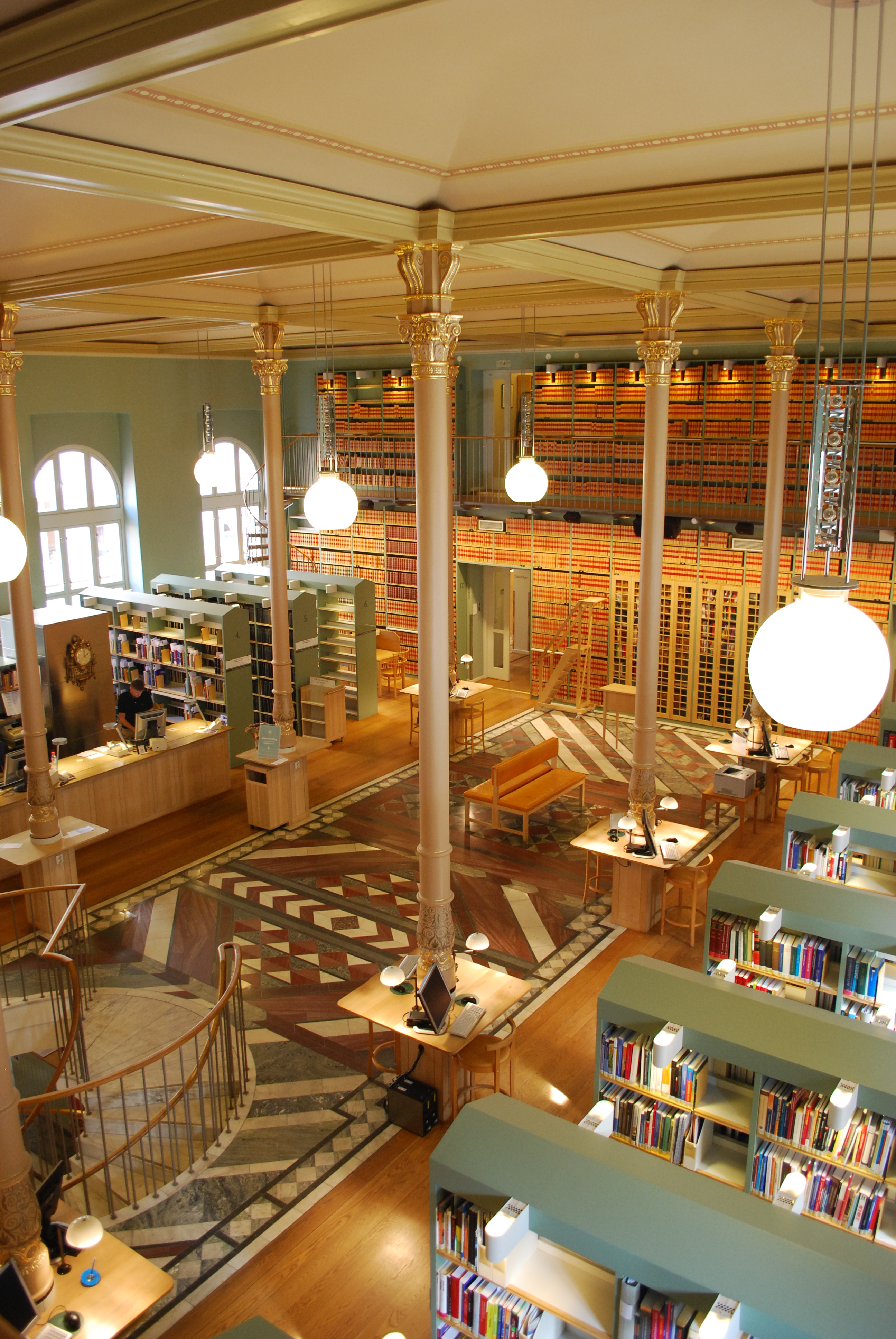
Riksdagsbiblioteket

Riksdagsbiblioteket är Sveriges riksdags bibliotek, med uppdrag att i första hand förse riksdagen med goda beslutsunderlag. Riksdagsbiblioteket har funnits sedan 1851 och är ett specialbibliotek med inriktning på samhällsvetenskap, statsvetenskap och juridik. 
Biblioteket är sedan 1996 inrymt i Skandinaviska Kreditaktiebolagets gamla bankpalats på Storkyrkobrinken 7 i Gamla stan, Stockholm.

## Samlingar
I Riksdagsbibliotekets samlingar finns cirka 500 000 böcker, 4 000 tryckta och elektroniska tidskrifter samt ett 50-tal databaser. Kompletta serier av det svenska riksdagstrycket, liksom av statliga utredningar, SOU, Ds och svenska författningar, är centrala delar av samlingarna. Tidigare samlade man också publikationer från svenska myndigheter men det har avtagit kraftigt i och med att myndigheterna numera själva publicerar sitt material på webben. 
Riksdagsbiblioteket har länge varit depåbibliotek för utländskt parlamentstryck och utländska lagsamlingar, dokument från Europeiska unionen, Förenta Nationerna samt ett antal andra internationella organisationer.

## Riksdagsbiblioteket är öppet för allmänheten
Ordinarie öppettider är måndag-torsdag kl. 10-18 och fredag kl. 10-15.
Alla som är över 18 och har ett svenskt personnummer eller samordningsnummer kan låna hem böcker. Övriga låntagare har möjlighet att läsa böcker på plats i biblioteket. 

## Service
Riksdagsbiblioteket har läsplatser, två grupprum, trådlöst nätverk och tillgång till licensbelagda databaser och informationsresurser. Riksdagsbibliotekets lokaler är tillgängliga även genom en ramp vid en sidoentré. Hissar, dörröppnare, höj- och sänkbara bord samt hjälpmedel för informationsinhämtning vid dator gör ett besök i Riksdagsbiblioteket möjligt för de flesta.